# كلاب الطاعون (رواية)
كلاب الطاعون (بالإنجليزية: The Plague Dogs) هي رواية للكاتب الإنجليزي ريتشارد آدامز، نشرت عام 1977، لأول مرة عن دار نشر ألان لين.

## روابط خارجية
- كلاب الطاعون على موقع الموسوعة البريطانية (الإنجليزية)